# رها محرق
رها حسن محرق، امرأة سعودية تمكنت من الصعود إلى قمة جبل إيفرست، لتدخل التاريخ باعتبارها أول سيدة من السعودية تتسلق أعلى قمة جبلية في العالم. وتعتبر رها محرق، البالغة من العمر 33 عاماً، ليست فقط أول سعودية تتسلق الجبل الشهير، لكنها أيضاً أصغر شابة عربية تتمكن من الوصول إلى القمة.وهي من سكان مدينة جدة السعودية، وتقيم حالياً في دبي، وقد تخرجت حديثاً من الجامعة.

## صعود إفريست لدعم التعليم في النيبال

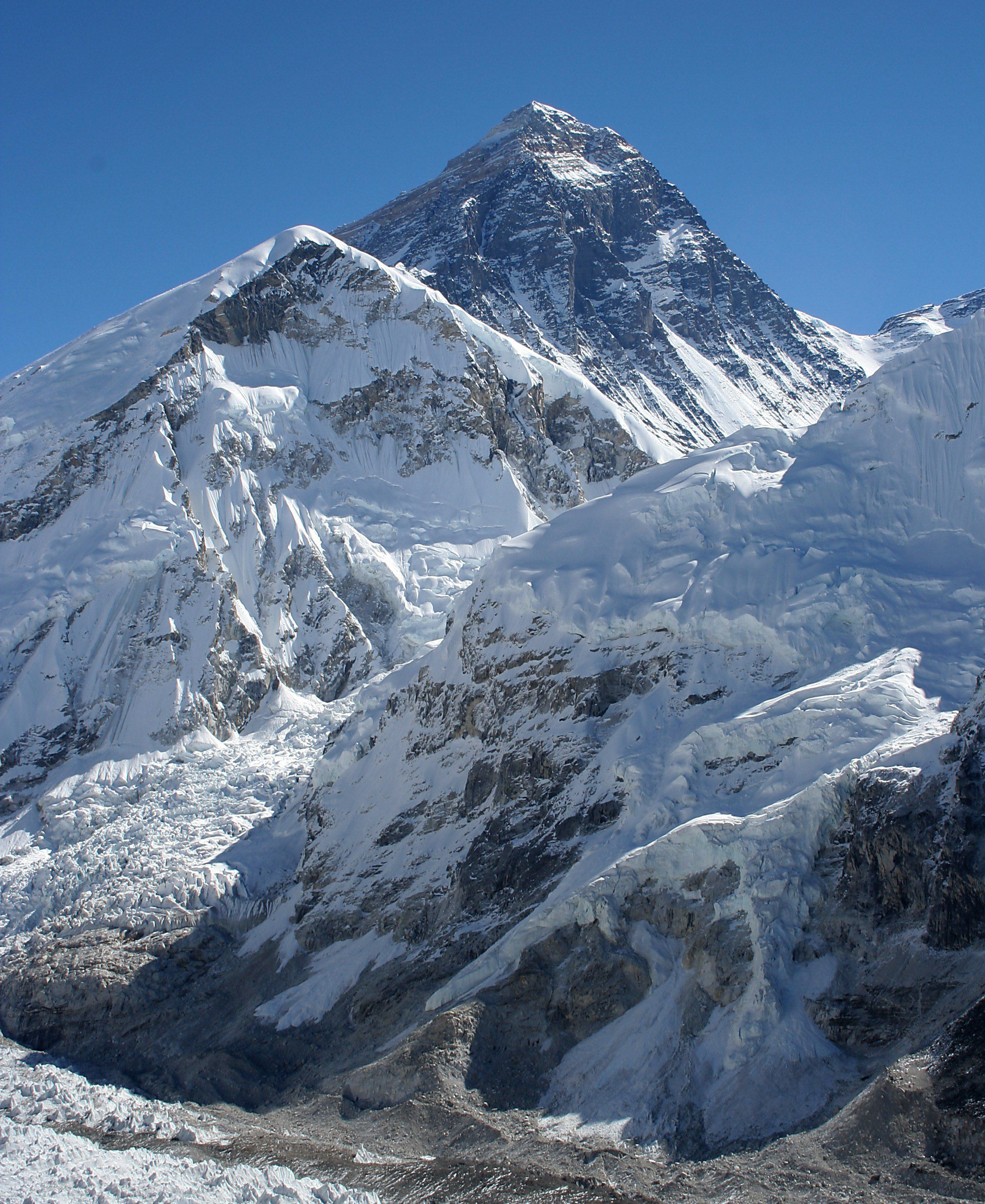
صورة الجبل مأخوذة من جبل كالا بتثار

رها محرق كانت ضمن مجموعة تضم أول رجل قطري وأول رجل فلسطيني يحاول الوصول إلى القمة، بينما تمكن 35 أجنبياً و 29 نيبالياً تسلق قمة جبل إفريست في هذا الشهر الذي يعد موسم تسلق جبل إفريست بامتياز.
تسلق قمة إفريست من طرف المجموعة التي تنتمي إليها رها يأتي في إطار سعي الفريق لجمع مليون دولار لدعم التعليم في النيبال. ورها من سكان مدينة جدة السعودية، وتقيم حالياً في دبي، وقد تخرجت حديثاً من الجامعة.

## مواجهة القيود
يقول فريقها من المتسلقين إن رها بذلت جهوداً مُضنية للتغلب على الكثير من الصعاب من أجل تحقيق هدفها في الصعود إلى قمة إفرست، نظراً إلى البيئة المحافظة التي تنتمي إليها والتي تفرض كثيراً من القيود على النساء.
وكتب على موقع الفريق على الإنترنِت أن اقناع عائلة رها للموافقة على تسلقها إفرست«كان تحدياً كبيراً كتحدي الجبل نفسه»، رغم أن العائلة تدعمها الآن بشكل كامل. وقالت رها «أنا لا أهتم كوني الأولى، طالما أن ذلك سيلهم شخصاً آخر أن يأتي ثانيةً».

## اعتلاء سبع قمم في العالم
كانت رها محروق الطالبة في الجامعة الأمريكية في الشارقة، قد غادرت السعودية في الثالث من أبريل الماضي تلقت بعدها العديد من التدريبات قبل أن تتمكن من صعود قمة افرست.</ref>
كان هدف رها محروق اعتلاء سبع قمم في العالم، فقد اعتلت قمماً في أوروبا وروسيا وأيضا جبل كليمانجارو في تنزانيا، كما اعتلت أعلى قمة في القطب الجنوبي، وأعلى قمة في الأرجنتين وقد قامت بذلك كله خلال سنة ونصف.
وتحلم رها بتحقيق ذاتها وإثبات قدرتها على تحمل الصعاب لأنها تعتقد أن الإنسان يستطيع الأنتصار على نفسه.
وقد أفادتنا بأنها نجحت في كل ما تريده وهو اعتلاء أعلى قمة في جميع القارات

## سابقة في تاريخ المرأة السعودية
وصول رها محرق إلى قمة إفريست يعد سابقة في تاريخ المرأة السعودية، إذ أن السعوديات الخمس اللواتي توجهن إلى الهملايا قبل أعوام تمكن فقط من الوصول إلى قمة لا يتجاوز ارتفاعها خمس آلاف متر، كما أن رها تُعَد أصغر إمرأة عربية تصل إلى قمة إفريست.
للإشارة فقد وصل أكثر من 3 آلاف شخص منذ إن أُتيح تسلق الجبل عام 1953 ولقي المئات حتفهم لدى محاولاتهم تسلق أعلى قمة في العالم.